# Костел Святої Трійці (Олесько)
Костел Святої Трійці — культова споруда, парафіяльний храм (колишній РКЦ) у смт Олесько (нині — Золочівський район, Львівська область). Нині перебуває у користуванні православної громади Олеська.

## Коротка історія
Парафія РКЦ в Олеську (Бродівський деканат) була заснована 1481 року дідичем Пйотром Олеським, сином Яна з Сєнна, до якої увійшли села Янгелівка, Чехи, Чішки, Юськовичі, Кути, Брахівка, Лабач, Ожидів, Підлисся, Ражнів, Розваж, Соколівка, Заболотці, Закомар'я. Того ж року було завершене будівництво костелу, яке було розпочате у 1431 році, як свідчить шематизм духовенства латинського обряду Львівської архидієцезії.
1597 року костел був освячений Луцьким латинським єпископом Бернардом Мацейовським.
Пізніший власник Олеська — руський воєвода Іван Данилович — 8 серпня 1627 року встановив, які доходи отримує латинський костел в Олеську. Визнав приналежність до костелу села Розваж, також ввів однаковий розмір орендної плати та данини, що повинні було сплачувати, як місто в цілому, так і маєтки парафії Олеська. Для власних маєтків: Юськовичів, Ожидова, Кутів, Стовпина, Хватова та половини Чехів призначив по десятині від доходів мешканців цих сіл. Для маєтків Закомар'я та Комарівки, згідно з давньою угодою, встановив плату в розмірі 10 золотих ринських.
У 1625–1627 роках І. Данилович пожертвував 5000 золотих ринських  для того, щоби до давнього костелу було прибудовано дві бічних каплиці, які пізніше було освячено на честь Найсвятішої Матінки Божої та Святого Іоанна Богослова. Було обрано пароха храму Божого, який у свою чергу пообіцяв утримувати чотирьох вікаріїв. Один з вікаріїв був зобов'язаний наглядати за міським шпиталем.
Також прохає про допомогу біскупа луцького, в юрисдикції котрого тоді знаходилося Олесько, щоби той вплинув на місцевого пароха, котрий не хотів виконувати обов'язки, покладені на нього та замінити його іншим. А причина в тому, що діючий парох залишав право патронату за собою та своїми безпосередніми нащадками і лише, на випадок зміни віри або зречення неї одного з них, тоді право вибору пароха належало би біскупу луцькому.
11 квітня 1797 року, згідно з папським розпорядженням, Олесько було приєднане до Львівської архидієцезії.
Костел, архітектура котрого не вражала нічим особливим, був оточений двома гарними каплицями. Над капличкою, що знаходилася з правого боку від входу до костелу, стоїть восьмикутна, дуже об'ємна, висотою 22 м вежа, яка використовувалася як дзвіниця. Інша вежа має оборонні бійниці, які, ймовірно, залишились від костельного муру. Перед виходом з костелу на ланцюгу висіло кілька костей мамонта, знайдених в околицях містечка. Всередині костелу знаходиться кілька гарних вівтарів та фамільна гробниця руських князів Даниловичів.
22 вересня 1618 року помер Іванко Данилович — син Івана Даниловича та Софії Жолкевської. Батьки дитини, що перебували у траурній скорботі, сказали перенести надгробок ближче до великого вівтаря. Цей пам'ятник, який являв собою овальний щит з червоного мармуру висотою 2,5 м, шириною 1 м, оздоблений орнаментом, було встановлено біля великого вівтаря навпроти амвона.
Наступного року Іван Данилович в костелі вимурував гробницю для себе та своєї родини, що і зараз знаходиться перед великим вівтарем костелу. І. Данилович помер 1628 року в Львові, а його тіло було пізніше перевезене зі Львова до Олеська та поховане у родинній гробниці в костелі.
1733 чи 1739 року в Олеську з'являються представники ордену Братів Менших Капуцинів. Будують тут свій монастир св. Юзефа та Антоніни та костел Св. Юзефа. Історія співіснування двох святинь в Олеську тісно переплітається між собою.
1806-го під час пожежі обвалилися склепіння, згоріли каплиця, вежа з дзвонами та будинок пароха костелу. Парафіяни згорілого храму, до відбудови своєї святині, перейшли до монастирського костелу, а парох та вікарії оселилися на території монастиря отців Капуцинів. Відновлений після 1809 року. Другий раз горів у 1841 р., після чого в 1847 р. відбудований. В результаті відновлень першої половини ХІХ ст. інтер'єр втратив свій первісний готичний характер, отримав опорні стовпи, які поділяють його на нави.
1927 року костел відреставрований (архітектор Броніслав Віктор). Тоді на західному фасаді основного об'єму споруджений трикутний фронтон, перебудований фронтон над притвором, південна каплиця-вежа набула нового псевдобарокового завершення, а північна каплиця — нового покриття. На покрівлі встановлена нова сигнатурка, реставрована відкрита цегляна кладка на вівтарній частині і на західному фасаді, відреставрований кам'яний фриз, побудована нова кам'яна огорожа.
Від 1945 року і до середини 1980-х років костел був закритий, а його приміщення використовувалося, як склад. Ще раз проводилася реставрація костелу в 1960-х роках, тоді південна оборонна вежа отримала шоломове завершення, яке вона мала до реставрації 1927 р. У 1980-х роках святиню відновлено та передано Львівській картинній галереї під фондосховище, яке там проіснувало до 1993 року. У 1993 році храм було передано громаді Української Автокефальної православної церкви, а 28 березня того ж року храм освятив єпископ Маркіян Трофим'як. Для потреб римо-католицької громади містечка відведено каплицю в Олеському замку.

## Опис
Костел зального типу, мурований з цегли, з хрестовою системою кладки, частково тинькований. Складається з квадратного в плані (11,80×12,80 м) чотиристовпового основного об'єму, до якого з обох сторін прилягають сполучені з ним гранчасті каплиці, видовжена, з гранчастою апсидою, вівтарна частина, квадратний у плані притвор та приміщення з північної сторони. Стіни нави та пресбітерію укріплені контрфорсами. Їх, окрім західного фасаду, завершує високий антаблемент з характерним для ренесансної архітектури кам'яним фризом. Метопи фризу заповнені декоративною різьбою. Антаблемент переходить також на південну вежу, але там метопи гладкі. Дах нави вінчає ажурова сигнатурка, північна каплиця накрита ренесансним склепінням зі світловим ліхтарем, а південну, яка має вигляд триярусної вежі, завершує купол-шолом. На рівні другого ярусу вежі збереглись бійниці, третій служив дзвіницею. Обидві каплиці оформлені кутовими пілястрами. В інтер'єрі — чотири стовпи, які несуть систему хрещатих склепінь основного об'єму і ділять його на три нави. Пресбітерій накритий півциркульним склепінням з розпалубками та готичними нервюрами, каплиці, які відкриваються в наву арковими отворами, накриті сферичними склепіннями, притвір з влаштованими на ньому хорами має коробові склепіння. Дверні отвори з притвору в наву та з вівтаря в бічні приміщення оформлені білокам'яними різьбленими ренесансними порталами. В пресвітерії зберігся бароковий дерев'яний головний вівтар кінця XVIII століття (має певні аналогії з головним вівтарем костелу Внебовзяття Пресвятої Діви Марії в Бучачі), там же знаходиться мармурова епітафія Івана Даниловича 1618 року роботи скульптора Йогана Пфістера. На південному фронтоні дзвіниці зображено два герби: зліва Сас (Даниловичі), справа Любич (Жолкевські). Ймовірно, герби представляють Івана Даниловича та його другу дружину Софію Жолкевську (доньку коронного гетьмана Станіслава).

## Галерея

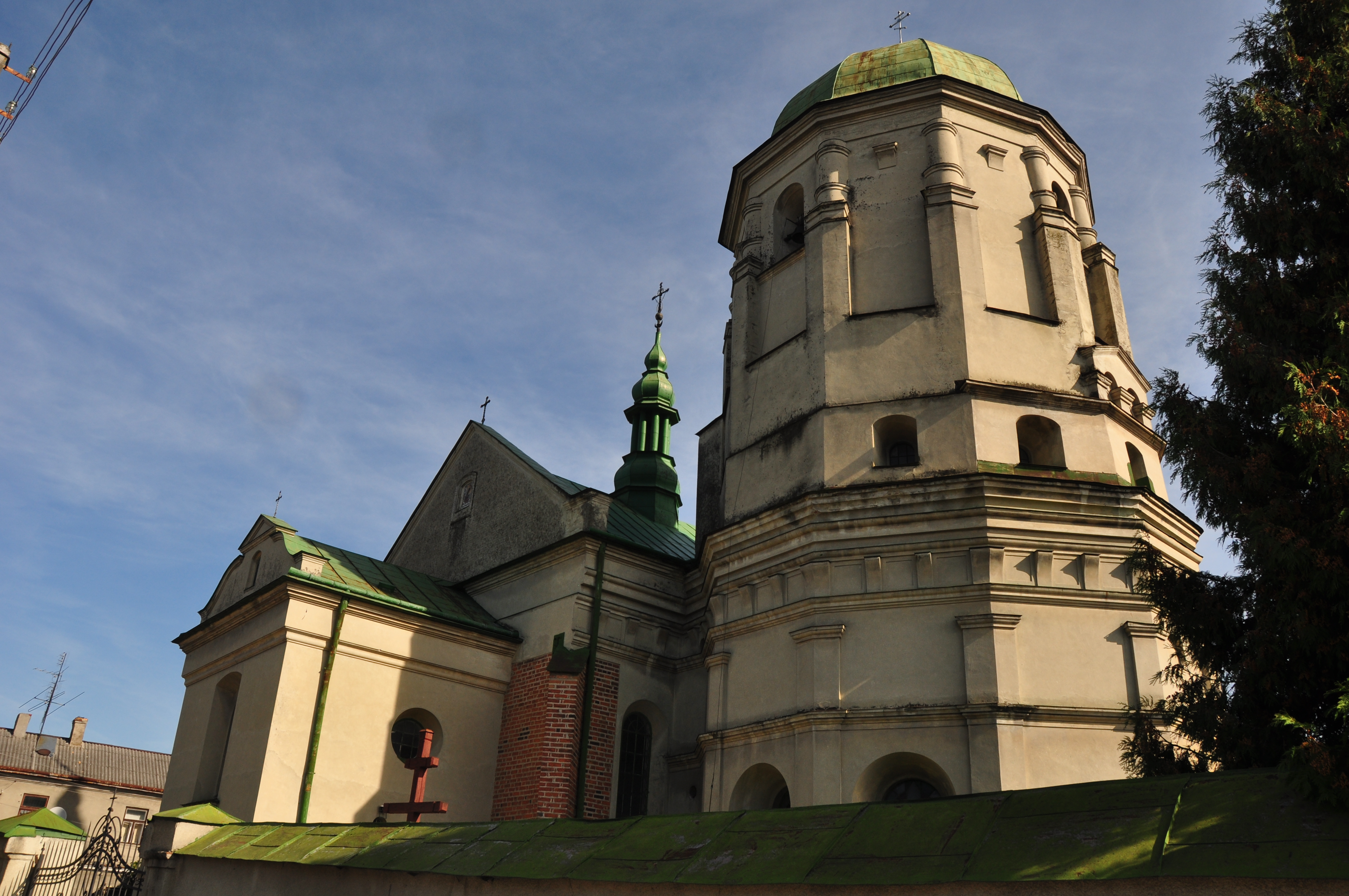
Загальний вигляд костелу Святої Трійці
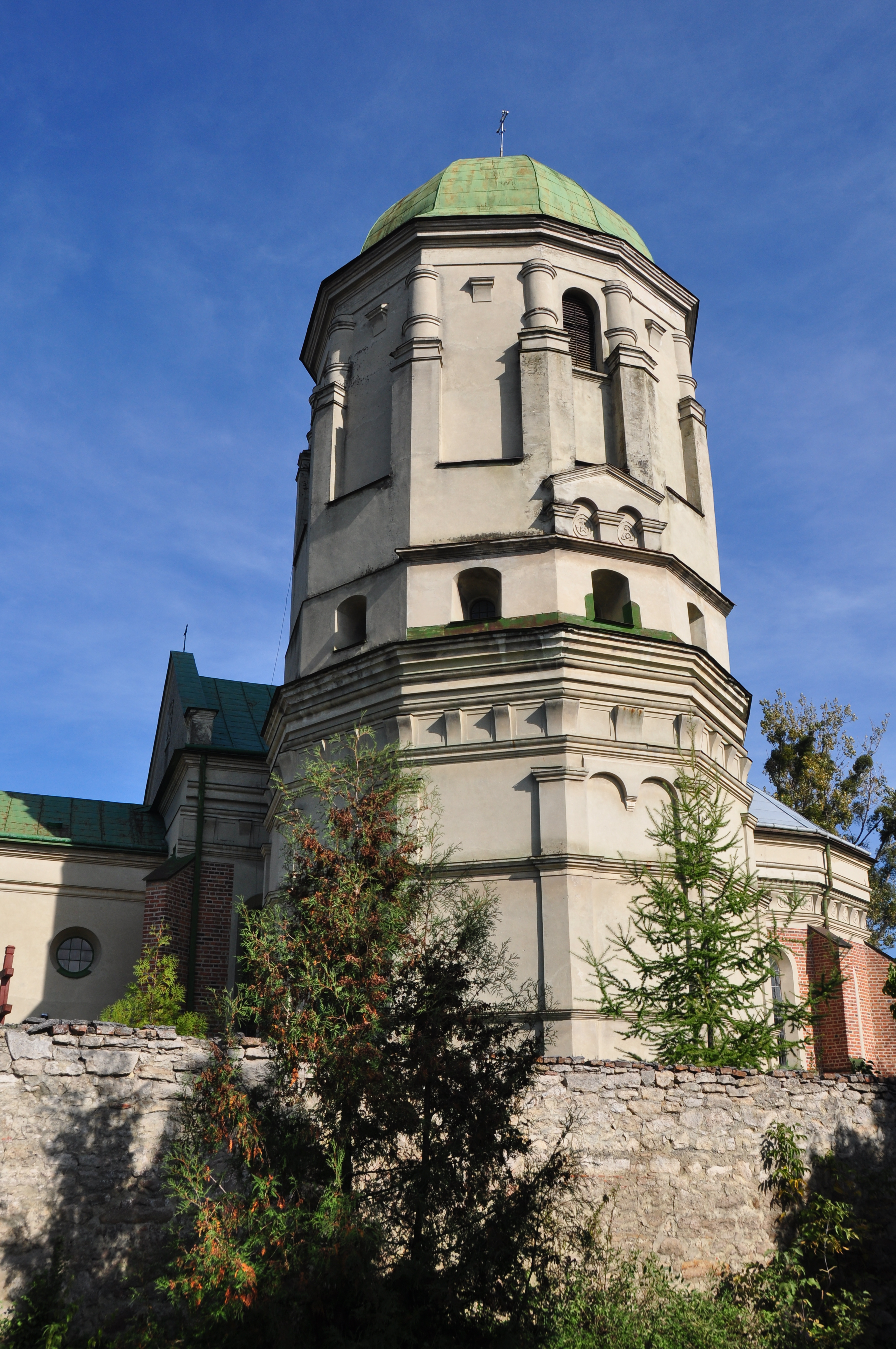
Дзвіниця
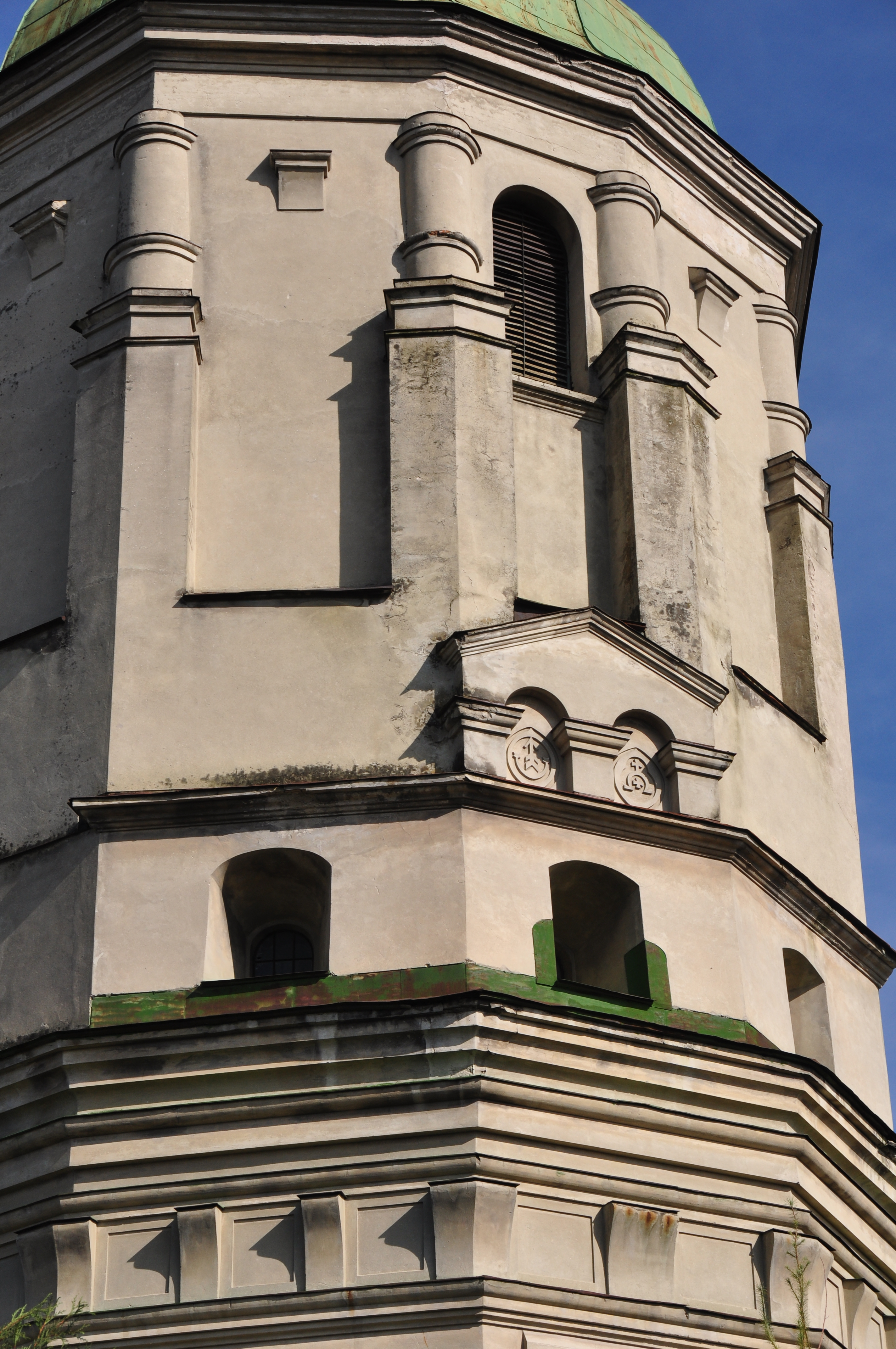
Дзвіниця (фрагмент)
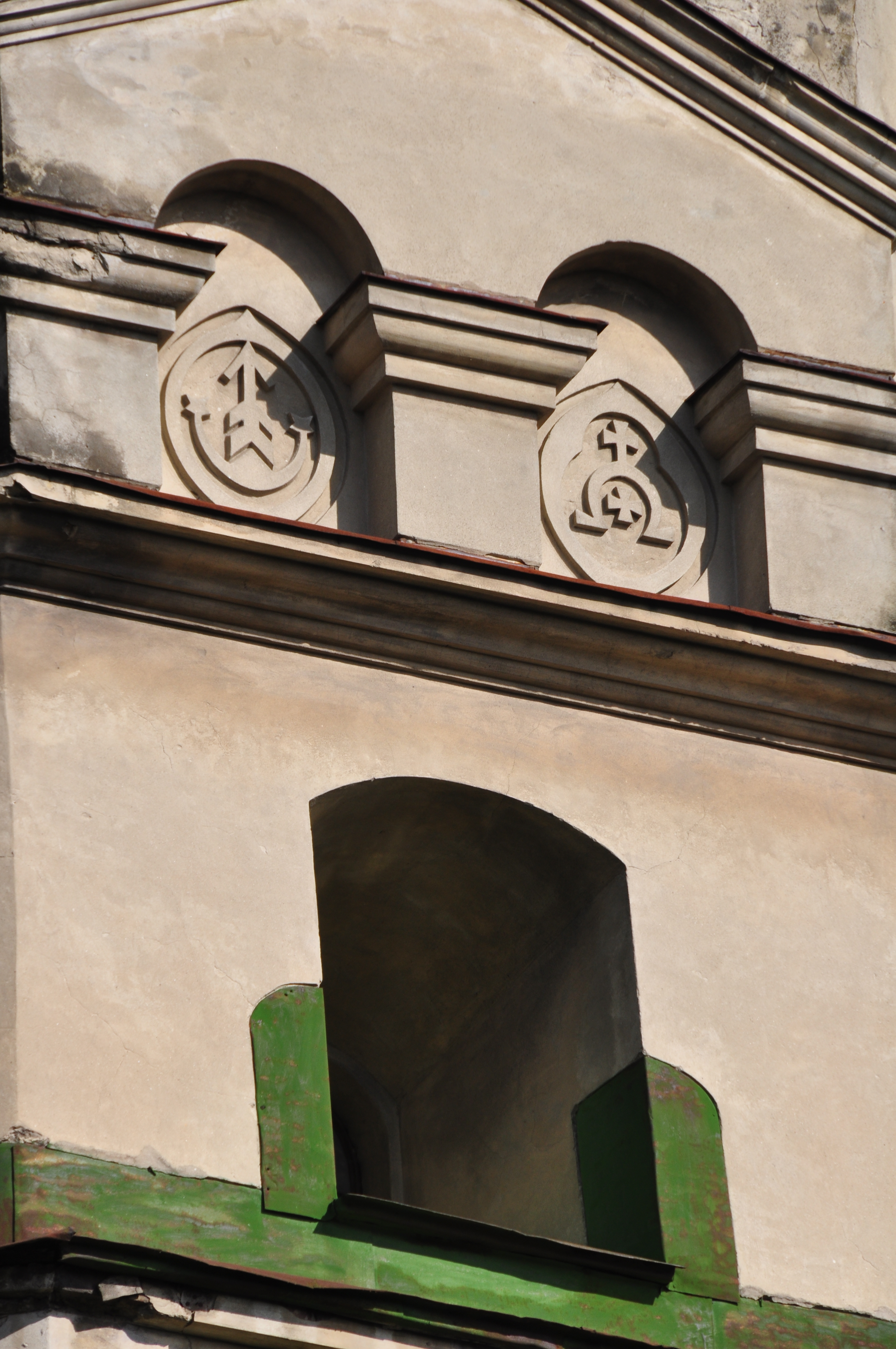
Зображення гербів Сас та Любич на дзвіниці
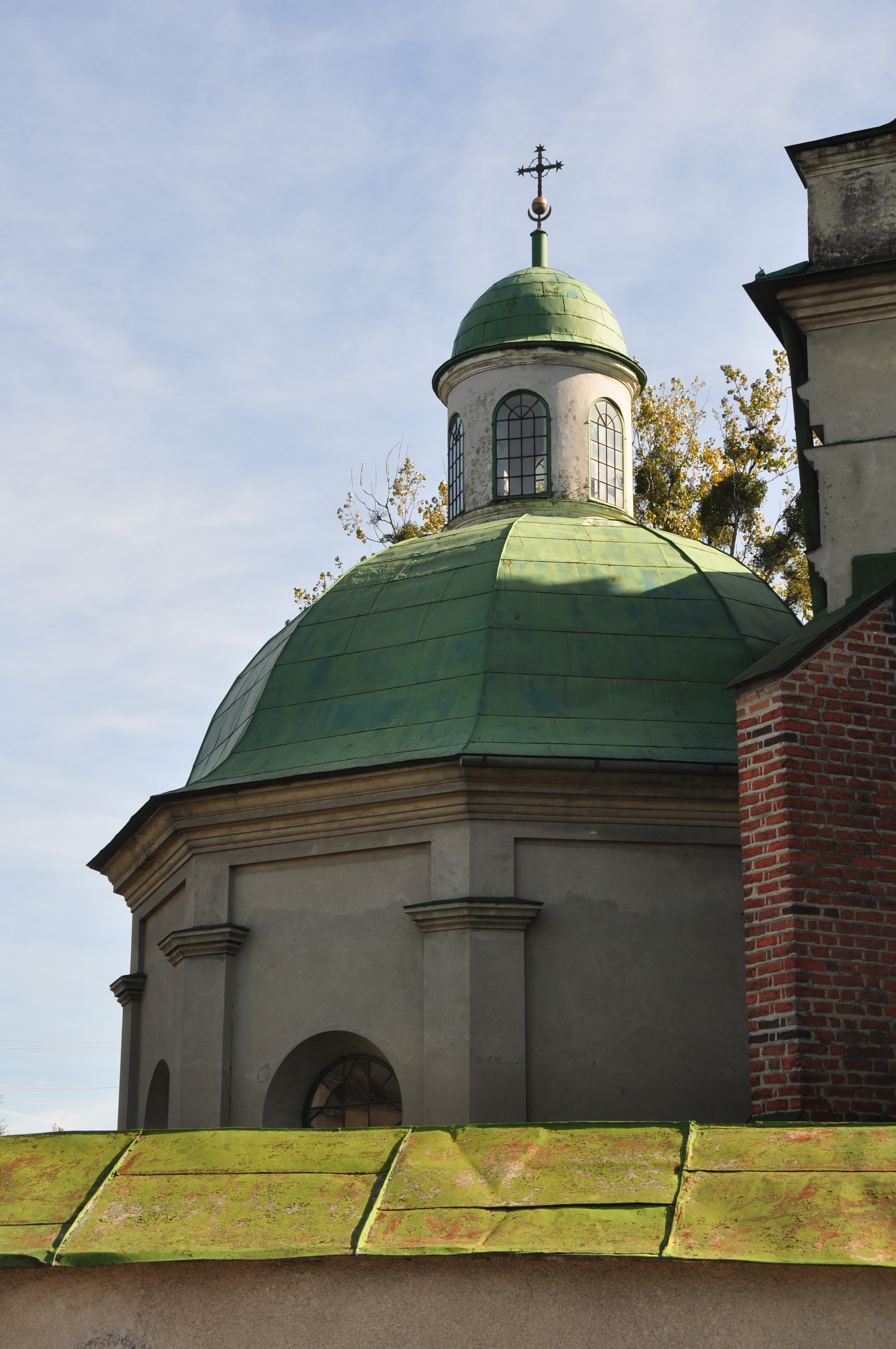
Каплиця
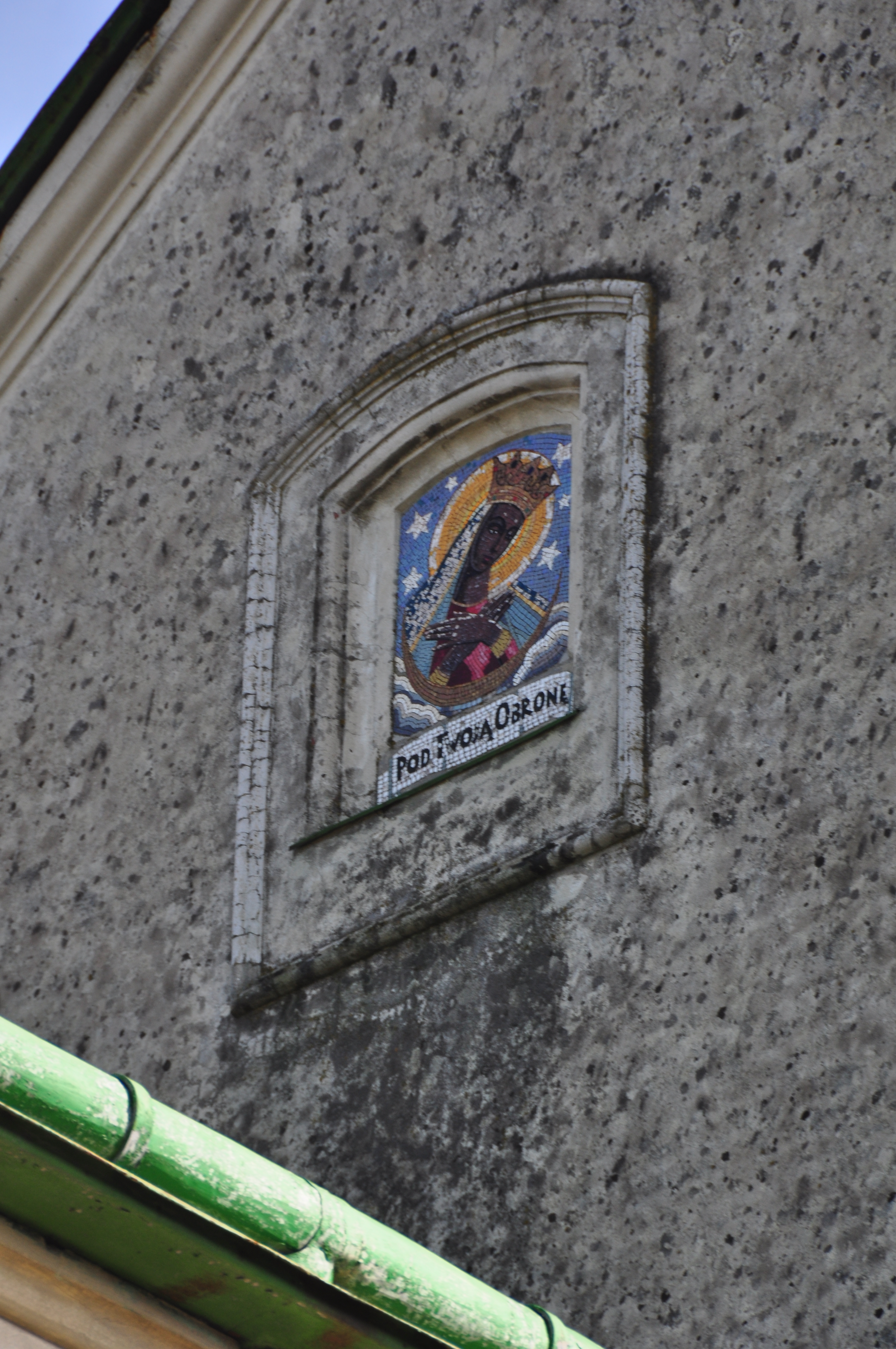
Образ Матінки Божої на фронтоні